# Фосфонати

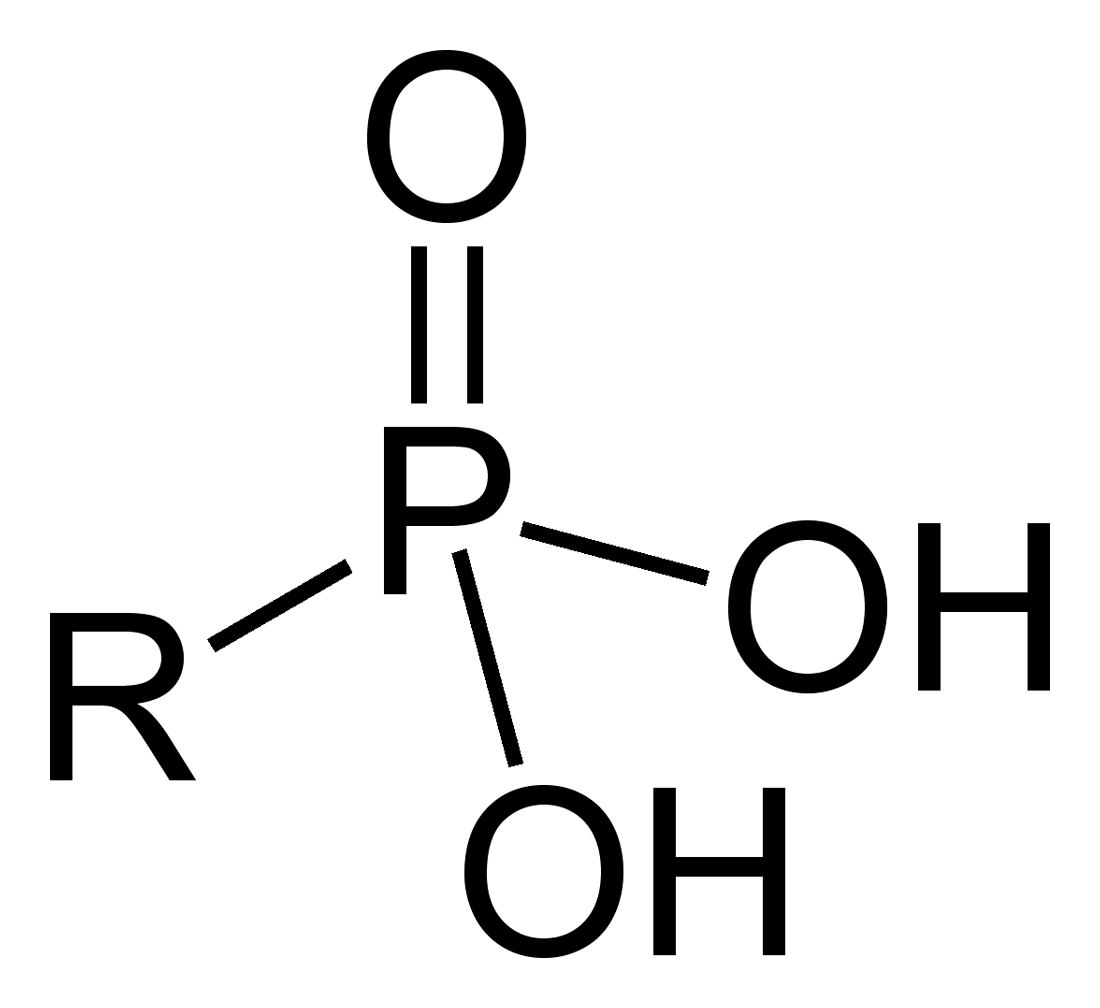
Загальна структура фосфонових кислот

Фосфонати (англ. phosphonates) — солі фосфонових кислот, сполуки фосфору типу RP(=X)(YR)2, де X i Y — O, S, Se, a R — алкільна група. Один з найважливіших типів фосфоорганічних сполук. Фосфонати отримують реакцією PCl3 з водою і нітрилом.